# Comté de Rockbridge
Pour les articles homonymes, voir Rockbridge.
Le comté de Rockbridge est un comté de Virginie, aux États-Unis, fondé en 1778.